# Гордон (остров)
Гордон (исп. Isla Gordon) — необитаемый остров архипелага Огненная Земля, административно относящийся к коммуне Кабо-де-Орнос (провинция Антарктика-Чилена, область Магальянес, Чили). Находится в проливе Бигл, разделяя его на два рукава: северный и южный. Остров является частью национального парка Альберто-де-Агостини
Гордон условно напоминает равнобедренный треугольник с основанием с западной стороны, он вытянут с запада на восток на 51 километр, с севера на юг (максимально) на 20 километров, площадь — 591,3 км² (22-е место в списке крупнейших островов страны), высшая точка — 1584 метра над уровнем моря, длина береговой линии — 228,3 км. На восточном берегу острова расположен небольшой автоматический маяк. Два довольно крупных залива в северной части острова и два небольших в юго-восточной. Погода — почти постоянно идут дожди, почти всегда дует западный ветер.
Гордон, как и большинство других островов региона, на протяжении примерно шести тысячелетий до середины XX века был населён коренными народами алакалуфы и яганы, которые ныне почти исчезли с лица Земли.
Гордон был открыт европейцами в 1830 году британцем Робертом Фицроем во время плавания «Бигля».